# HOME〜山崎まさよしトリビュート〜
『HOME〜山崎まさよしトリビュート〜』（ホーム ヤマザキマサヨシトリビュート）は福耳が2010年9月29日にリリースしたアルバムである。ユニバーサルミュージックより発売。

## 参加アーティスト
- 杏子
- スガシカオ
- 岡本定義（COIL）
- 佐藤洋介（COIL）
- 元ちとせ
- 大橋卓弥（スキマスイッチ）
- 常田真太郎（スキマスイッチ）
- 長澤知之
- 秦基博
- さかいゆう
- 竹原ピストル

## 収録曲
1. 僕はここにいる〜Theme of MASAYOSHI YAMAZAKI Tribute〜 / 常田真太郎(スキマスイッチ) 
8thシングル
2. ツバメ / 秦基博
プライベートアルバム「ステレオ」収録。
3. 振り向かない / スガシカオ+常田真太郎(スキマスイッチ) 
6thシングルの1曲目。
4. 全部、君だった。 / 大橋卓弥(スキマスイッチ)
14thシングル。
5. ペンギン / 杏子
3rdアルバム「ドミノ」収録。
6. 未完成 / 竹原ピストル 
15thシングル。
7. 水のない水槽 / 岡本定義(COIL)
7thシングル。
8. やわらかい月 / 元ちとせ
10thシングル。
9. 妖精といた夏 / 長澤知之
4thシングルのカップリング。
10. ガムシャラ バタフライ / 佐藤洋介(COIL)
6thシングルの2曲目。
11. One more time, One more chance / さかいゆう
4thシングル。

## 演奏
僕はここにいる ～Theme of MASAYOSHI YAMAZAKI Tribute ～
- 常田真太郎：Arrangement
- 篠崎正嗣ストリングス：Strings
- 高桑英世、若松純子：Flute
- 庄司さとし、鈴木純子：Oboe
- 山根公男、林直樹：Clarinet
- 前田正志、當眞令子：Fagot
- 中野勇介、田中充：Trumpet
- 村田陽一、東條あづさ：Trombone
- 藤田乙比古、勝俣泰：Horn
- 大石真理恵、大森たつし：Percussion
- 田口裕子：Harp

ツバメ
- 秦基博：Vocal, Electric Guitar
- 久保田光太郎：Keyboards, Programming

振り向かない
- スガシカオ：Vocal
- 常田真太郎：Piano

全部、君だった。
- 大橋卓弥：Vocal, Acoustic Guitar
- 古田たかし：Drums
- 斎藤有太：Keyboards
- 山口寛雄：Bass
- 新井“ラーメン”健：Guitar
- Arranged by 大橋卓弥＆Drunk Monkeys

ペンギン
- 杏子：Vocal, Chorus
- 田村玄一：Arrangement, Electric Guitar, Other Instruments
- 笠原敏幸：Bass
- 清水一登：Rhodes
- 大石幸司：Programming

未完成
- 竹原ピストル：Vocal, Acoustic Guitar, Blues Harp

水のない水槽
- 岡本定義：Vocal, Electric Guitar, Percussion, Arrangement

やわらかい月
- 元ちとせ：Vocal
- 服部隆之：Arrangement, Conductor
- 金原千恵子ストリングス：Strings
- 朝川朋之、田口裕子：Harp
- 庄司さとし：Cor anglais
- 田代耕一郎：Bouzouki
- 栗山善親：Synthesizer Programming

妖精といた夏
- 長澤知之：Vocal, Chorus, Acoustic Guitar, Blues Harp, Percussion, Kalimba, Colored Pencil
- 濱野泰政、福田昌弘：Percussions

ガムシャラ バタフライ
- 佐藤洋介：Vocal, All Instruments, Arrangement

One more time, One more chance 
- さかいゆう：Vocal, Chorus, Piano